# Заґуже (гміна Ґідле)
Заґуже (пол. Zagórze) — село в Польщі, у гміні Ґідле Радомщанського повіту Лодзинського воєводства.
Населення — 74 особи (2011).
У 1975—1998 роках село належало до Ченстоховського воєводства.

## Демографія
Демографічна структура станом на 31 березня 2011 року:
|          | Загалом | Допрацездатний вік | Працездатний вік | Постпрацездатний вік |
| -------- | ------- | ------------------ | ---------------- | -------------------- |
| Чоловіки | 46      | 6                  | 34               | 6                    |
| Жінки    | 28      | 6                  | 17               | 5                    |
| Разом    | 74      | 12                 | 51               | 11                   |